# KVC Erpe Erondegem
KVC Erpe Erondegem, ook wel KVC Erperondegem, was een Belgische voetbalclub uit Erpe. De club had groen, zwart en oranje als kleuren en was bij de KBVB aangesloten met stamnummer 4141. KVC Erperondegem speelde zijn thuiswedstrijden op de Gentsesteenweg 128B.

## Geschiedenis

### KFC Olympia Erondegem
Op 3 oktober 1944 sloot KFC Olympia Erondegem uit Erondegem zich aan bij de Belgische Voetbalbond. De club ging in de provinciale reeksen spelen. De club bleef daar de volgende decennia spelen. De club had zwart en groen als kleuren. De club speelde zijn thuiswedstrijden op de Gentsesteenweg 328 in Erondegem.

### KVC Erperondegem
In het nabijgelegen Erpe speelde FC Oranja Erpe (Gentsesteenweg 128 B), eveneens aangesloten bij de Belgische Voetbalbond en actief in de provinciale reeksen. Eind jaren 90 speelden beide clubs in Vierde Provinciale, het allerlaagste niveau, en besloten samen te gaan. Erondegem was net derde geworden, Erpe twaalfde. Deze fusieclub ging KVC Erperondegem heten en promoveerde naar Derde Provinciale.
In 2009 slorpte FC Mere Erperondegem op. De club speelde toen in de laagste provinciale reeksen. Men had nog maar een bestuurslid en omdat het niet meer houdbaar was, werd besloten op te gaan in FC Mere.
Actief: SK Aaigem · Erpe-Mere United (KRC Bambrugge)

Voormalig: FC Edixvelde · FC Oranja Erpe · KVC Erpe Erondegem (KFC Olympia Erondegem) · FC Mere · KFC Olympic Burst